# Барбара Рокемберг
Барбара Рокемберг (пол. Barbara Rokemberg;? — после 1463) — польская дворянка, в третьем браке жена князя князя Крновского Микулаша V (ок. 1409 — 1452), княгиня Пщинская (1452—1462).

## Биография
Барбара была членом краковской дворянской семьи Рокемберг, выходцев из города Рокенберг в Германии и в различных источниках именовавшихся также как Рокенберг, Рокембарг, Рокембарк, Рокемберк и Рокемборг, а также в польской женской форме Рокемборгова. Ее родители неизвестны; братья Барбары Каспар и Иероним оба были ректорами Краковского университета.
Первым мужем Барбары был присяжный заседатель и советник Вильгельм Вилландт, который фигурировал в краковских документах в 1417–1436 годах. После его смерти Барбара вторично вышла замуж за купца силезского происхождения Ежи Ориента, который фигурировал в документах в 1427–1445 годах. От этого недолгого брака у Барбары была дочь Анна.
До 10 марта 1451 года Барбара вступила в свой третий брак с Микулашем V, князем Крновским, принадлежавшим к побочной линии чешской королевской династии Пржемысловичей. Для Микулаша это был второй брак с женщиной из местного среднего класса (его первой женой была Малгожата Клемм из Лиготы, также буржуазного происхождения). Предположительно, причиной заключения этого брака было богатство, которое Барбара унаследовала от двух своих предыдущих мужей и представлявшее интерес для княжеской казны. 
После смерти третьего мужа в декабре 1452 года Барбара получила во владение Пщинское княжество по праву вдовьего удела. Она была второй вдовствующей княгиней, получившей прямой контроль над Пщиной, после ее свекрови Елены Литовской, которая правила в Пщине в 1424–1449 годах.
Будучи княгиней Пщинской, в 1454 году Барбара принимала в своем городе польскую королеву Елизавету Австрийскую. В том же году ее деверь князь Вацлав II Ратиборский попытался силой захватить ее владения и направил войска в Пщину, однако его преждевременная смерть в 1456 году позволила Барбаре не только восстановить полный контроль над своими землями, но и получить единоличное регентство над ее пасынками.
В 1457 году Барбара заключила соглашение с польским королем Казимиром IV, касающееся взаимной помощи против вооруженных грабежей на границе. В 1458 году почти весь район Пщины был сожжен.
В 1462 году Барбара была изгнана из Пщины своим пасынком Яном IV, который с помощью рыцарей, переодетых женщинами, вошел в Пщину и захватил ее, вынудив княгиню бежать, оставив за себя своего брата Иеронима, который тут же был арестован. Быстрому захвату княжества способствовал тот факт, что, хотя земля принадлежала Барбаре, местная крепость находилась во владении Яна IV.
Последнее упоминание о Барбаре, как о живом человеке, было в краковских документах от 12 ноября 1463 года. В 1464 году ее пасынки разделили между собой свои владения, Пщинское княжество досталось Вацлаву III.

## Семья и дети
В третьем браке с князем Микулашем V Крновским она родила двух детей:
- Малгожата  (1450 – 1508), жена князя Казимира II Заторского
- Микулаш, умер в детстве